# العالم القادم (فلم 2020)
العالم القادم (بالإنجليزية: The World to Come) فيلم دراما أمريكي لعام 2020 من إخراج منى فاستفولد، ومن سيناريو رون هانسن وجيم شيبرد، استنادًا إلى قصة شيبرد التي تحمل الاسم نفسه. الفيلم من تمثيل النجوم كاثرين ووترستون، وفانيسا كيربي، وكريستوفر أبوت، ويتبع اثنين من الأزواج المتجاورين يكافحان المشقة والعزلة في أمريكا في منتصف القرن التاسع عشر.
عرض الفيلم لأول مرة في العالم في مهرجان البندقية السينمائي الدولي رقم 77 في 6 سبتمبر 2020، حيث فاز بجائزة كوير لايون لأفضل فيلم (LGBTQ) في المهرجان. صدر الفيلم في إصدار محدود في 12 فبراير 2021، تلاه فيديو عند الطلب VOD في 2 مارس 2021، لصالح شركة بليكر ستريت.

## طاقم التمثيل
كاثرين ووترستون: في دور أبيجيل
فانيسا كيربي: في دور تالي
كريستوفر أبوت: في دور فيني
كيسي أفليك: في دور داير
كارينا زيانا غراسم: في دور نيلي
يواكيم سيوبانو: في دور ابن أرملة ويلدون
دانيال بلومبرج: في دور تينكر
أندريا فاسيلي: في دور الأم
ليانا نافروت: في دور أرملة ويلدون
ساندرا: في دور السيدة نتواي

## أحداث الفيلم
تعيش أبيجيل (كاثرين ووترستون)، وزوجها داير (كيسي أفليك) في عام 1856 في مقاطعة سكوهاري، حياة منعزلة في الريف، ويعملون بالزراعة. كلاهما دمرتهم الخسارة الأخيرة للإبنة الصغيرة نيلي (كارينا زيانا غراسم).
يتحرك زوجان جديدان ليس لهما أطفال إلى جانبهم. تندهش أبيجيل من شخصية الزوجة تالي (فانيسا كيربي)، وتكون المرأتان صداقة سريعة، وعميقة. تعترف أبيجيل لتالي بأن زواجها من داير مبني على التطبيق العملي، وليس الرومانسية، بينما تكشف تالي أن زوجها فيني (كريستوفر أبوت) يمكن أن يكون مشكلةً، ومسيطرًا.
تشتري تالي، في عيد ميلاد أبيجيل، أطلسًا كانت تتوق إليه أبيجيل. تعود تالي إلى منزلها من زيارة عيد الميلاد، وتعلق في عاصفة كادت ان تقتلها تقريبًا. يأخذها زوجها بعيدًا للتعافي، وتعود في فصل الربيع، وتستأنف تالي زياراتها إلى أبيجيل.
كشفت تالي لأبيجيل في النهاية، أنها تحلم فقط بالتواجد معها. شعرت أبيجيل بقبلة تالي، ويبدأون علاقة جنسية. كان داير قد أصبح عاطفيًا بشكل متزايد منذ وفاة طفلتهما، يشعر بالضيق في الوقت الذي تقضيه أبيجيل مع تالي. وبالمثل، يشعر زوج تالي بالغيرة في الساعات التي تقضيها بعيدًا عنه.
يطلب فيني في النهاية من أبيجيل وداير تناول العشاء، وتلاحظ أبيجيل كدمات على رقبة تالي، وبعد ذلك، لا تزور تالي لمدة أسبوع. تذهب أبيجيل أخيرًا للبحث عنها، وتجد منزلها المستأجر فارغًا ولم يتبق منه سوى منديل دموي، وعلى الرغم من أنها تشك في حدوث ضرر، إلا أنها تلقت في النهاية رسالة من تالي تبلغها بأنها قد ابتعدت 85 ميلاً.
تصر أبيجيل على الذهاب لرؤية تالي وداير يمتثل على مضض، ولكن بحلول الوقت الذي وصلوا فيه، يجدوا تالي وقد ماتت، ويدعي فيني أنها أصيبت، وماتت من الدفتيريا.
تعود أبيجيل إلى حياتها في المزرعة. تواصل هي وداير العمل معًا ولكنهما يتباعدان أكثر عاطفياً، ولتهدئة نفسها، تتخيل أبيجيل قتل فيني. تحاول ذات يوم تصوير نيلي وتالي وهما يمتعان نفسيهما في الحياة الآخرة.

## الإنتاج والإصدار
أُعلن في فبراير 2019 أن كيسي أفليك سينتج الفيلم، ويؤدي دور البطولة فيه، مع إخراج منى فاستفولد. تم ضم كاثرين ووترستون، وفانيسا كيربي، وجيسي بليمونز أيضًا لطاقم تمثيل الفيلم، على الرغم من انسحاب بليمونز، واستبداله لاحقًا بكريستوفر أبوت.
بدأ التصوير الرئيسي في سبتمبر 2019.
تم تكليف الملحن البريطاني دانيال بلومبرج بتأليف الموسيقى للفيلم، وتعاون مع الموسيقيين الرائدين بما في ذلك بيتر بروتزمان، وجوزفين فوستر، وستيف نوبل على موسيقى الفيلم التصويرية، وقام بتعيين المنتج سكوت ووكر بيتر والش للمشاركة في الإنتاج
تم عرض الفيلم لأول مرة عالميًا في مسابقة مهرجان البندقية السينمائي في 6 سبتمبر 2020. بعد فترة وجيزة، استحوذت شركة بليكر ستريت على حقوق توزيع الفيلم في الولايات المتحدة، وتقوم شركة سوني بالتوزيع خارج الولايات المتحدة. صدر الفيلم إصداراً محدوداً في 12 فبراير 2021، متبوعًا بالفيديو عند الطلب VOD في 2 مارس 2021.

## استقبال الفيلم
منح موقع الطماطم الفاسدة الفيلم تقييماً مقداره 73% بناءاً على آراء 112 ناقداً سينمائياً، وكتب إجماع نقاد الموقع: «تم صنع الفيلم من مكونات ستكون مألوفة لمحبي الأفلام الرومانسية المخفية، لكنهم يمنحون حياة جديدة بفضل فريق عمل ممتاز».
منح موقع ميتاكريتيك الفيلم تقييماً مقداره 73% بناءاً على آراء 26 ناقداً.
كتب موقع روجر إيبرت: «غالبًا ما تولد قصص الحب الخالدة من مواضيع متكررة مثل الاختلاف الطبقي، والعائلات المتناحرة، والجذب الممنوع. في هذا الصدد، ربما لا يكون من الضروري تمامًا مقارنة فيلم» العالم القادم«، وفيلم» صورة سيدة مشتعلة«، أو فيلم المخرجة فرنسيس لي الأقل نجاحًا» أمونيتيه«وهما رومانسيتان سحاقيتان حديثتان (وبيضاء)».

## الجوائز والترشيحات
مهرجان لاروش سور يون الدولي للأفلام 2020: فاز بجائزة لجنة التحكيم الخاصة، وترشح للجائزة الكبرى للجنة التحكيم.
مهرجان لشبونة واستوريل السينمائي 2020: ترشح لجائزة أفضل فيلم.
جوائز أفلام دائرة نقاد لندن 2021: ترشح لجائزة (ALFS).
مهرجان سان سيباستيان السينمائي الدولي 2020: ترشح لجائزة سيباستيان لأفضل فيلم.
مهرجان ستوكهولم السينمائي 2020: فاز بجائزة الحصان الألومنيوم لأفضل ممثلة (كاثرين ووترستون)، وترشح لجائزة الحصان البرونزي لأفضل فيلم.
مهرجان البندقية السينمائي 2020: فاز بجائزة فانهارت3 (منى فاستفولد)، وفاز بجائزة كوير لايون، وترشح لجائزة جولدن لايون.

## وصلات خارجية
https://bleeckerstreetmedia.com/the-world-to-come العالم القادم (فيلم 2020)
https://www.imdb.com/title/tt9738716/ العالم القادم (فيلم 2020)
https://www.allmovie.com/movie/v725613 العالم القادم (فيلم 2020)
https://www.rottentomatoes.com/m/the_world_to_come العالم القادم (فيلم 2020)
https://www.rogerebert.com/reviews/the-world-to-come-movie-review-2021 العالم القادم (فيلم 2020)